# Pachycephala
Pachycephala – rodzaj ptaków z rodziny fletówek (Pachycephalidae).

## Rozmieszczenie geograficzne
Rodzaj obejmuje gatunki występujące w Azji, Australii i Oceanii.

## Morfologia
Długość ciała 14–22 cm; masa ciała 15–58 g.

## Systematyka
Rodzaj zdefiniował w 1825 roku irlandzki zoolog Nicholas Aylward Vigors w artykule poświęconym systematyce ptaków opublikowanym na łamach Transactions of the Linnean Society of London. Gatunkiem typowym jest (oryginalne oznaczenie) fletówka żółtobrzucha (P. pectoralis).

### Etymologia
- Pachycephala (Pachycephalus): gr. παχυς pakhus ‘duży, gruby’; κεφαλη kephalē ‘głowa’[19].
- Hylocharis: gr. ὑλη hulē ‘lesisty teren, las’; χαρις kharis, χαριτος kharitos ‘piękno’, od χαιρω khairō ‘cieszyć się, radować’[20]. Gatunek typowy: M[uscitrea]. cinerea Blyth, 1847 (S. Müller); Pachycephala orpheus Jardine, 1849 (Jardine).
- Timixos: zbitka wyrazowa nazw rodzajów: Timalia Horsfield, 1821 (tymalia) oraz Ixos Temminck, 1825 (szczeciak)[21]. Gatunek typowy (oznaczenie monotypowe): Timixos meruloides Blyth, 1842 (= Pachycephala olivacea Vigors & Horsfield, 1827).
- Muscitrea: zbitka wyrazowa nazw rodzajów: Muscicapa Brisson, 1760 (muchołówka) oraz Tchitrea Lesson, 1837[22]. Gatunek typowy (oznaczenie monotypowe): M[uscitrea]. cinerea Blyth, 1847.
- Hyloterpe: gr. ὑλη hulē ‘lesisty teren, las’; τερπω terpō ‘cieszyć się’[23].
- Pucherania: Jacques Pucheran (1817–1894), francuski zoolog i odkrywca[24]. Gatunek typowy (oryginalne oznaczenie): Pteruthius spinicaudus[d] Pucheran, 1853.
- Psaltricephus: zbitka wyrazowa nazw rodzajów: Eopsaltria Swainson, 1832 (gwizdacz) i Pachycephala Vigors, 1825 (fletówka)[25]. Gatunek typowy: Bonaparte wymienił dwa gatunki – Eopsaltria diademata Jacquinot & Pucheran, 1853 i Eopsaltria melanops Pucheran, 1853 (= Pachycephala jacquinoti Bonaparte, 1851) – z których gatunkiem typowym jest (późniejsze oznaczenie) Eopsaltria melanops Pucheran, 1853 (= Pachycephala jacquinoti Bonaparte, 1851)[26].
- Gilbertornis: John Gilbert (1812–1845), angielski wypychacz, naturalista, podróżnik; gr. ορνις ornis, ορνιθος ornithos ‘ptak’[27]. Gatunek typowy (oryginalne oznaczenie): Pachycephala rufogularis Gould, 1842.
- Alisterornis: Alister William Mathews (1907–1985), syn australijskiego ornitologa Gregory’ego Mathewsa; gr. ορνις ornis, ορνιθος ornithos ‘ptak’[28]. Gatunek typowy (oryginalne oznaczenie): Pachycephala lanioides buchanani Mathews, 1912 (= Pachycephala lanioides Gould, 1840).
- Mattingleya: Arthur Herbert Evelyn Mattingley (1870–1950), australijski ornitolog[29]. Gatunek typowy (oryginalne oznaczenie): Pachycephala peninsulae[e] E. Hartert, 1899.
- Lewinornis: John William Lewin (1770–1819), angielski grawer, przyrodnik, osiedlił się w Australii w 1800, gdzie przebywał do końca życia[30]. Gatunek typowy (oryginalne oznaczenie): Sylvia rufiventris Latham, 1801.
- Musciterpe: zbitka wyrazowa nazw rodzajów: Muscitrea Blyth, 1847 oraz Hyloterpe Cabanis, 1847[31]. Gatunek typowy (oryginalne oznaczenie): Pachycephala simplex Gould, 1843.
- Pachycilodryas: zbitka wyrazowa nazw rodzajów: Pachycephala Vigors, 1825 (fletówka) i Poecilodryas Gould, 1865 (gwizdacz)[32]. Gatunek typowy (oryginalne oznaczenie): Pœcilodryas modesta De Vis, 1894.
- Malacolestes: gr. μαλακος malakos ‘miękki, delikatny’; λῃστης lēistēs ‘złodziej’ (tj. dzierzba), od λῃστευω lēisteuō ‘kraść’[33]. Gatunek typowy (oryginalne oznaczenie): Redes tenebrosus Hartlaub & Finsch, 1868.
- Mutevodia: łac. mutare ‘zmienić’; gr. ευοδια euodia ‘dobra podróż’, od ευοδεω euodeō ‘dobrze sobie radzić’; w aluzji do ostatecznego udanego rozmieszczenia tego gatunku[34]. Gatunek typowy (oryginalne oznaczenie): Pachycephala lugubris Salvadori, 1878.

### Podział systematyczny
Do rodzaju należą następujące gatunki:

- Pachycephala nudigula E. Hartert, 1897 – fletówka gołogardła
- Pachycephala olivacea Vigors & Horsfield, 1827 – fletówka oliwkowa
- Pachycephala rufogularis Gould, 1841 – fletówka rudolica
- Pachycephala inornata Gould, 1841 – fletówka rdzawogardła
- Pachycephala schlegelii Schlegel, 1871 – fletówka królewska
- Pachycephala soror P.L. Sclater, 1874 – fletówka zielonogrzbieta
- Pachycephala richardsi Mayr, 1932 – fletówka kapturowa
- Pachycephala implicata E. Hartert, 1929 – fletówka żałobna
- Pachycephala caledonica (J.F. Gmelin, 1789) – fletówka ochrowa
- Pachycephala calliope Bonaparte, 1850 – fletówka timorska
- Pachycephala fulvotincta Wallace, 1864 – fletówka sundajska
- Pachycephala sharpei A.B. Meyer, 1884 – fletówka babarska
- Pachycephala leucogastra Salvadori & D’Albertis, 1876 – fletówka jasnobrzucha
- Pachycephala rufiventris (Latham, 1801) – fletówka rudobrzucha
- Pachycephala arctitorquis P.L. Sclater, 1883 – fletówka atolowa
- Pachycephala lanioides Gould, 1840 – fletówka dzierzbowata
- Pachycephala griseonota G.R. Gray, 1862 – fletówka bura
- Pachycephala monacha G.R. Gray, 1858 – fletówka czarnogłowa
- Pachycephala simplex Gould, 1843 – fletówka szara
- Pachycephala modesta (De Vis, 1894) – fletówka brązowogrzbieta
- Pachycephala meyeri Salvadori, 1890 – fletówka uboga
- Pachycephala lorentzi Mayr, 1931 – fletówka szarogardła
- Pachycephala arthuri E. Hartert, 1906 – fletówka koralowa
- Pachycephala phaionota (Bonaparte, 1850) – fletówka myszata
- Pachycephala melanorhyncha (A.B. Meyer, 1874) – fletówka rdzawoskrzydła
- Pachycephala hyperythra Salvadori, 1876 – fletówka rdzawa
- Pachycephala tenebrosa (Hartlaub & Finsch, 1868) – fletówka okopcona
- Pachycephala sulfuriventer (Walden, 1872) – fletówka siarkowa
- Pachycephala philippinensis (Walden, 1872) – fletówka złotobrzucha
- Pachycephala homeyeri (W. Blasius, 1890) – fletówka białorzytna
- Pachycephala albiventris (Ogilvie-Grant, 1894) – fletówka białobrzucha
- Pachycephala cinerea (Blyth, 1847) – fletówka namorzynowa
- Pachycephala hypoxantha (Sharpe, 1887) – fletówka szafranowa
- Pachycephala collaris E.P. Ramsay, 1878 – fletówka rafowa
- Pachycephala feminina Mayr, 1931 – fletówka rdzawolica
- Pachycephala orioloides Pucheran, 1853 – fletówka wilgowata
- Pachycephala citreogaster E.P. Ramsay, 1876 – fletówka cytrynowa
- Pachycephala ornata Mayr, 1932 – fletówka ozdobna
- Pachycephala vanikorensis Oustalet, 1875 – fletówka archipelagowa
- Pachycephala flavifrons (Peale, 1848) – fletówka diademowa
- Pachycephala jacquinoti Bonaparte, 1850 – fletówka żółtoszyja
- Pachycephala vitiensis G.R. Gray, 1860 – fletówka fidżyjska
- Pachycephala orpheus Jardine, 1849 – fletówka płowa
- Pachycephala macrorhyncha Strickland, 1849 – fletówka grubodzioba
- Pachycephala mentalis Wallace, 1863 – fletówka molucka
- Pachycephala balim Rand, 1940 – fletówka górska
- Pachycephala melanura Gould, 1843 – fletówka obrożna
- Pachycephala aurea Reichenow, 1899 – fletówka złota
- Pachycephala chlorura G.R. Gray, 1860 – fletówka melanezyjska
- Pachycephala fuliginosa Vigors & Horsfield, 1827 – fletówka eukaliptusowa
- Pachycephala pectoralis (Latham, 1801) – fletówka żółtobrzucha